# سقنقور خال‌قرمز
اسکینک خال‌قرمز یا اسکینک اشنایدری (نام علمی: Eumeces schneideri) نام یک گونه از تیره سقنقور است.
اسکینک اشنایدر در کل محدودۀ پراکندگی خود دارای شش زیرگونۀ شناخته‌شده است که یک زیرگونه آن شامل (E.s.princeos۱۸۳۹)E.s.princeps  در ایران ثبت شده است.

## در ایران
در آذر ۱۴۰۳ اعلام شد که این گونه در روستای تموغه بخش مرکزی سقز و در نزدیکی رودخانه فصلی این روستا دیده شده است.